# Savigny (Rhône)
Savigny település Franciaországban, Rhône megyében. Lakosainak száma 1970 fő (2022. január 1.). Savigny Bully, Ancy, L’Arbresle, Bessenay, Bibost, Chevinay, Sain-Bel, Saint-Julien-sur-Bibost és Saint-Romain-de-Popey községekkel határos.

## Népesség
A település népessége az elmúlt években az alábbi módon változott:
| Lakosok száma | 1990 | 2010 | 2077 | 2009 | 2003 | 1996 | 1988 | 1975 | 1970 |
|               | 2013 | 2015 | 2016 | 2017 | 2018 | 2019 | 2020 | 2021 | 2022 |